# Форверк (Нижняя Саксония)
Форверк (нем. Vorwerk) — община в Германии, в земле Нижняя Саксония.
Входит в состав района Ротенбург-на-Вюмме. Подчиняется управлению Тармштедт. Население составляет 1058 человек (на 31 декабря 2010 года). Занимает площадь 21,65 км².